# Hát tuồng
Há tuồng ou hát bội  é uma forma de teatro e ópera do Vietnã . Hát tuồng é freqüentemente chamado de " ópera vietnamita clássica", e é  influenciada pela ópera chinesa .  

## História
A origem da Há tuồng ainda não está clara. Acredita-se que tenha sido importado da China por volta do século 13, quando o Vietnã estava em guerra contra a dinastia Mongol Yuan . Um ator famoso de ópera chinesa chamado Lý Nguyên Cát (李元吉) foi preso pelos vietnamitas. A corte imperial pediu que ele difundisse seu conhecimento do teatro chinês para os filhos da elite, explicando, assim, como a sua vida começou no Vietnã, na corte real.  Mais tarde, foi adaptado para grupos de viajantes que entretinham plebeus e camponeses.

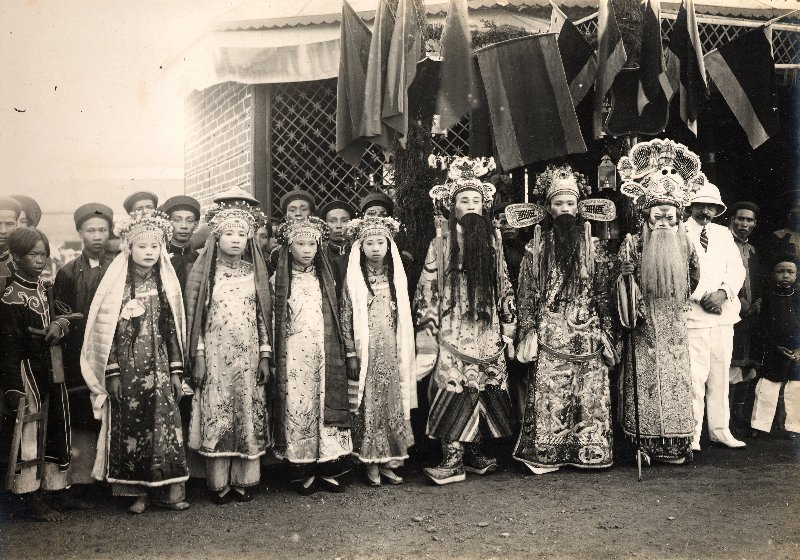
Atores de teatro de Nam Dinh no Vietnã do século XIX.

No entanto, o primeiro a ensinar a  arte no Vietnã foi Dao Duy Tu  . Durante a dinastia Nguyen, o Há tuồng alcançou seu ponto mais alto e foi favorecido pelos reis Nguyen. Muitos grandes dramaturgos, incluindo Đào Tấn, também estiveram nesse período.
Juntamente com o  Hát chèo, o tuồng foi uma das formas de arte mais populares para os plebeus até o século XX. Com a chegada de Cai Luong e os teatros modernos, os tuong gradualmente perderam sua  popularidade. 

## Histórias
As histórias da ópera tendem a ser históricas e freqüentemente se concentram nas regras do decoro social, geralmente é retirado de lendas, biografias ou da história da China ou do Vietnã .

## Maquiagem

A maquiagem e a caracterização de um ator pode revelar as personalidades do personagem.

Comparado com o estilo de vida cotidiano dos vietnamitas , o vestuário e os figurinos do drama estão cheios de cores e detalhes. Tuồng emprega o uso de personagens conhecidos que são reconhecíveis por sua maquiagem e figurino, que geralmente são muito elaborados e extravagantes e coloridos.
Geralmente, as características de um personagem podem ser reveladas pela cor do rosto, as sobrancelhas e a barba:

### Cor do Rosto
- Vermelho: personagens dignos, francos e corajosos.
- Branco: personagens com um visual bonito, geralmente calmo e de boa índole.
- Azul: personagens arrogantes - podem ser aplicados tanto a antagonistas quanto a protagonistas.
- Verde: personagens desleais.
- Dourado / Metálico: imortais, fadas, personagens sobrenaturais.
- Rosa claro / cinza: bajuladores.
- Bochechas de pêssego: personagens leais.
- Listrado preto e branco: personagens de temperamento quente.
- Linhas listradas com partes pintadas de vermelho: demônios e monstros.

### Sobrancelhas
- Sobrancelhas brancas: idosos e fadas.
- Sobrancelhas suaves e simples: personagens de boa índole.
- Sobrancelhas compridas e curvas: personagens arrogantes.
- Sobrancelhas retas: personagens de temperamento quente.
- Sobrancelhas curtas: antagonistas em geral.
- Sobrancelhas franzidas: personagens pessimistas e sombrios.

### Barba
- Barba comprida, verde / preta: burocratas, estudiosos.
- Barba comprida, branca / cinza: militares.
- Barba ruiva: militares estrangeiros.
- Barba negra e encaracolada: personagens de temperamento quente.
- Barba de âncora: agricultores, lenhadores e personagens de apoio.
- Barba pintada: garotos glamourosos.